# McDonnell Douglas MD-94X
De McDonnell Douglas MD-94X  was een voorgesteld vliegtuig van de Amerikaanse vliegtuigfabrikant McDonnell Douglas, die later fuseerde met Boeing. Het toestel zou in 1994 in productie worden genomen.
De MD-94X zou plaats bieden aan 160 tot 180 passagiers en worden aangedreven door propfans.  Het nieuwe ontwerp zou de concurrentie aan moeten gaan met de Boeing 7J7. Ondanks de claim dat het toestel 60% minder brandstof zou verbruiken was de interesse bij de luchtvaartmaatschappijen gering.